# 10001 Palermo
Palermo (asteroide 10001) é um asteroide da cintura principal, a 2,0574528 UA. Possui uma excentricidade de 0,134416 e um período orbital de 1 338,5 dias (3,67 anos).
Palermo tem uma velocidade orbital média de 19,3189012 km/s e uma inclinação de 7,42574º.
Este asteroide foi descoberto em 8 de Outubro de 1969 por Lyudmila Chernykh.